# Living Space
| Recensione                | Giudizio |
| ------------------------- | -------- |
| The Penguin Guide to Jazz | [ 1 ]    |
| Pitchfork                 | [ 2 ]    |

 Living Space è un album discografico registrato nel 1965 dal musicista jazz statunitense John Coltrane. Il disco venne pubblicato postumo il 10 marzo 1998 dalla Impulse! Records. 

## Disco
Il materiale presente in Living Space proviene dalla gran quantità di registrazioni in studio che John Coltrane fece nel 1965. L'album, pubblicato postumo ben 31 anni dopo la morte del sassofonista, è atipico sotto diversi aspetti; si tratta dell'ultimo disco nel quale Trane suonò il sax soprano in studio, anche se non alla maniera nel quale era solito fare (come in My Favorite Things, Afro Blue, Chim Chim Cheree, The Inch Worm, ecc.). Inoltre, Coltrane sovraincise la sua parte strumentale all'inizio e alla fine della title track; creando l'effetto straniante del suono di due sax soprano lievemente fuori sincrono.
Altra traccia notevole è il secondo brano "senza titolo" (la traccia indicata con il numero del nastro "90320"). Sebbene la musica di Coltrane divenne sempre più "free" ed avanguardistica nella prima parte del 1965, la sezione ritmica spesso suonava ritmi swing abbastanza regolari nell'accompagnare le improvvisazioni ardite del suo sassofono. In questa traccia invece Tyner, Garrison e Jones abbandonano il semplice "tenere il tempo" in favore di un'improvvisazione collettiva. Questo brano anticipa la musica che il quartetto inciderà negli album Sun Ship e First Meditations (for quartet), come anche il materiale che Coltrane avrebbe inciso successivamente senza Tyner e Jones, quando i due lasciarono il gruppo.
Dusk Dawn contiene un lungo assolo di contrabbasso ad opera di Jimmy Garrison nella sezione mediana mentre Coltrane suona soltanto all'inizio e alla fine della composizione. Last Blues, con i suoi quattro minuti e mezzo di durata la traccia più breve dell'album, è uno riempitivo senza particolari note d'interesse.

## Tracce
1. Living Space – 10:20
2. Untitled Original 90314 – 14:45
3. Dusk Dawn – 10:48
4. Untitled Original 90320 – 10:44
5. Last Blues – 4:22

- Registrato il 10 e il 16 giugno 1965.

## Musicisti
- John Coltrane: sassofono tenore/sassofono soprano
- McCoy Tyner: pianoforte
- Jimmy Garrison: contrabbasso
- Elvin Jones: batteria